# Морнар (футбольний клуб)
ФК «Мо́рнар» (чорн. FK Mornar, ФК Морнар)  — чорногорський футбольний клуб з міста Бар. Виступає у Другій лізі чемпіонату Чорногорії. Заснований 1923 року. Домашні матчі проводить на стадіоні «Тополиця».

## Історія
З 2006 року грає у чемпіонатах Чорногорії різного рівня.
| Сезон   | Ліга                 | Місце |
| ------- | -------------------- | ----- |
| 2006-07 | Друга ліга           | 11    |
| 2007-08 | Третя ліга «Південь» | 1     |
| 2008-09 | Друга ліга           | 3     |
| 2009-10 | Перша ліга           | 10    |
| 2010-11 | Перша ліга           | 10    |
| 2011-12 | Друга ліга           | 2     |
| 2012-13 | Перша ліга           | 11    |
| 2013-14 | Перша ліга           | 11    |
| 2014-15 | Перша ліга           | 10    |
| 2015-16 | Перша ліга           | 12    |
| 2016-17 | Друга ліга           | 4     |
| 2017-18 | Друга ліга           | 1     |

## Досягнення
Чемпіонат Чорногорії
- Срібний призер (1): 2023/24